# 挂榜山乡
挂榜山乡，是中华人民共和国湖南省永州市祁阳市下辖的一个乡镇级行政单位。
2013年3月，湖南省人民政府批准以挂榜山林场辖区，设立挂榜山乡。2013年时，挂榜山乡下辖原挂榜山林场管辖的4个国有工区及代管的18个建制村。乡人民政府驻观云口。是挂榜山小鲵主要栖息地。2015年，祁阳县调整乡镇行政区划。获得湖南省人民政府的批准后，11月24日，永州市人民政府下发永政函〔2015〕216号文件。将挂榜山乡并入七里桥镇。

## 行政区划
辖以下地区：
田家冲村、双江口村、邓家岭村、高照村、观云口村、龙塘村和林场村。